# Morgan-Auto

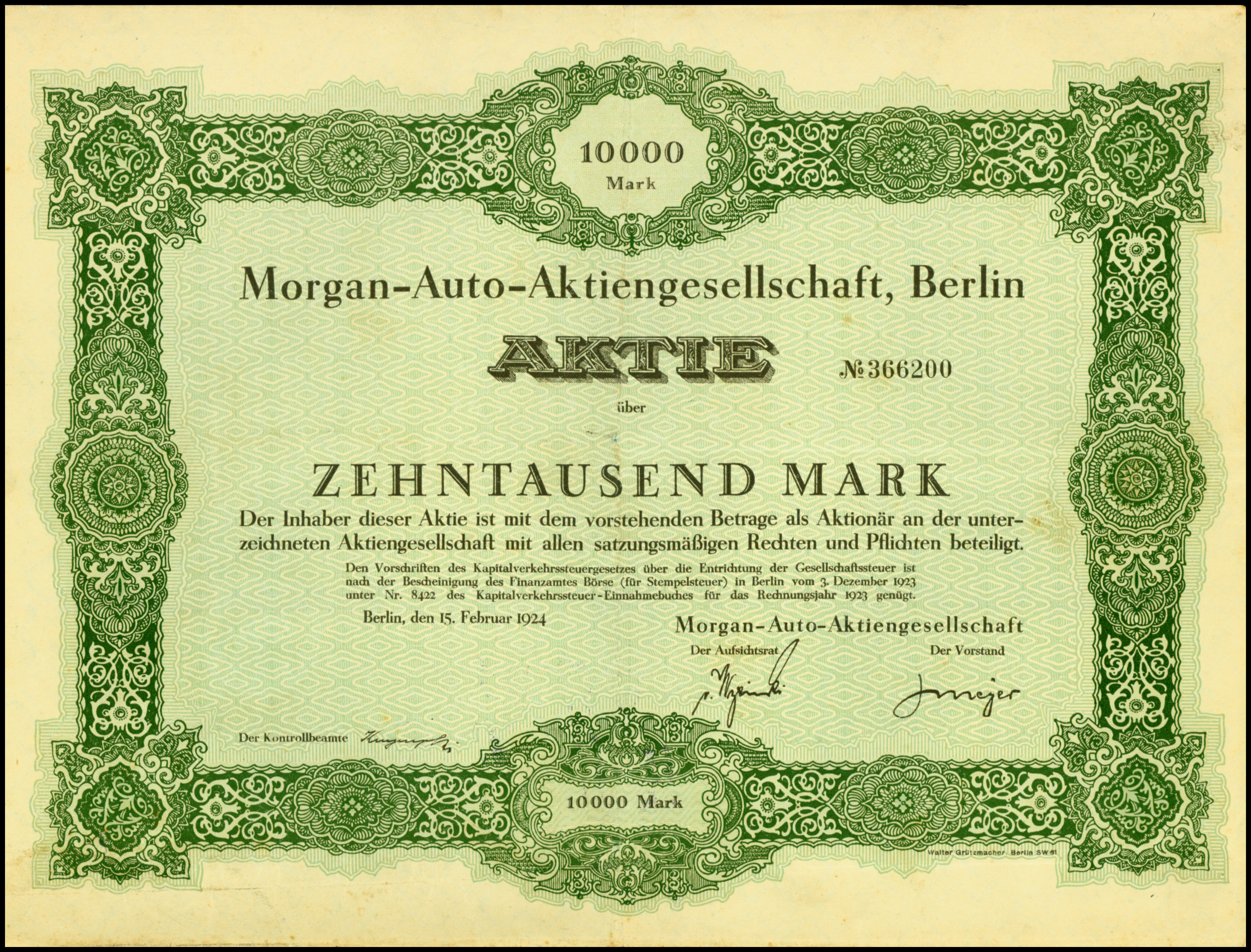
Aktie über 10000 Mark der Morgan-Auto-AG vom 15. November 1924

Die Morgan-Auto-AG war ein deutscher Hersteller von Kleinwagen, der von 1924 bis 1925 in Berlin ansässig war. Zur britischen Morgan Motor Company stand diese Firma in keiner Verbindung.
Der zweisitzige Morgan-Roadster hatte zwar vier Räder, jedoch in ungewöhnlicher Anordnung: Es gab ein einzelnes, gelenktes Vorderrad, eine Mittelachse mit zwei Rädern hinter den Lehnen der Sitze und ein einzelnes Hinterrad in der Mitte des Fahrzeughecks. Dieses einzelne Hinterrad wurde von einem luftgekühlten Zweizylinder-Boxermotor mit 500 cm³ Hubraum und einer Leistung von 12 PS (8,8 kW) angetrieben, der direkt hinter den Sitzen eingebaut war.
Dieser „Dreispurwagen“ gilt als vom Mauser-Einspurauto (1923–1925) inspiriert.